# Kulturní práva
Kulturní práva jsou součástí základních lidských práv a svobod, které jsou garantovány v Listině základních práv a svobod.

## Popis

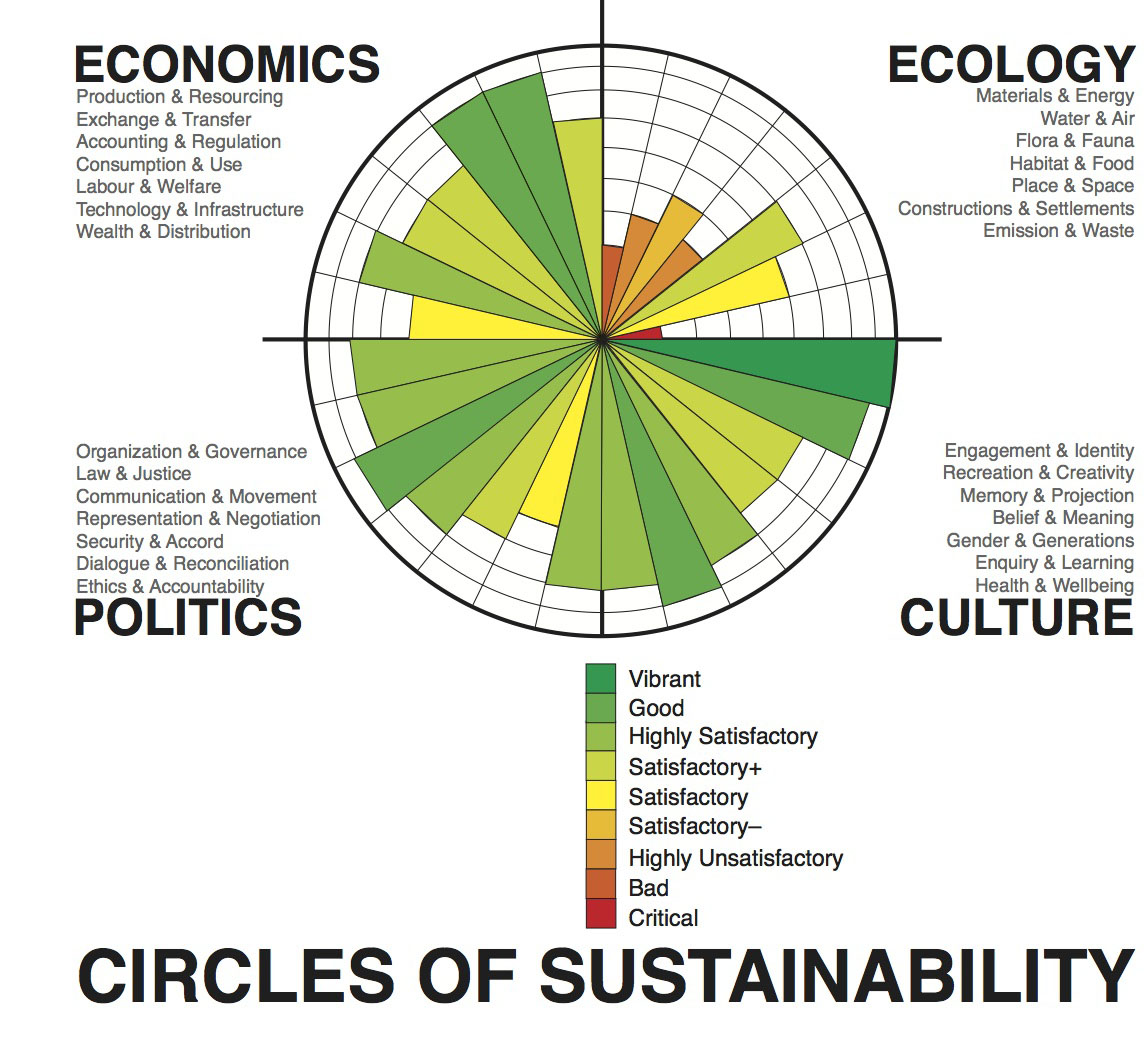
Kultura je významnou součástí udržitelnosti

Kulturní práva souvisí s oblastmi umění a kultury v nejširším slova smyslu. Hnutí za kulturní práva obhajuje nárok každého člověka mít přístup k umění a kultuře, stejně jako k možnostem kulturního vyžití a uměleckého vyjádření. Za tímto účelem jsou národními státy zřizovány instituce, jako je v České republice například Institut umění nebo Národní informační a poradenské středisko pro kulturu. Ty se věnují mimo jiné otázkám autorského práva v kultuře.
Lidská práva v souvislosti s kulturou a uměním podtrhují zejména otázky lidské důstojnosti, sebeúcty a nediskriminačního přístupu a proto patří do souboru základních práv člověka. Mezi další související témata patří jazyk, kulturní a umělecká produkce, zapojení do kulturního života, kulturní dědictví, práva duševního vlastnictví, práva minorit a jejich přístupu ke kultuře nebo kulturní spravedlnost. Zastánci kulturních práv tvrdí, že přístup ke kultuře a prostor pro umění zvyšuje plnohodnotné zapojení člověka do společnosti. Součástí kulturního dědictví, které podléhá ve většině světových států náležité ochraně, jsou například folklór, lidové tance, lidová řemesla nebo odívání.[zdroj?]

## Závazné dokumenty
Zastánci kulturních práv často odkazují zejména na roli kultury ve Všeobecné deklaraci lidských práv a svobod z roku 1948. Pro potřeby ochrany lokální kultury vznikl dokument Agenda 21 neboli Agenda 21 pro kulturu, který definuje roli kultury ve společnosti 21. století. Jedná se o dokument, který definuje agendu Organizace spojených národů v této oblasti.[zdroj?]